# الشعر العباسي

## الشعر العباسيينقسم إلىدورين:
1. ديوان تجربة لشرح تجربة الشعر العباسي

### الشعر العباسي الأول

#### الشعر العباسăي الثانيĂá
اااااةلببللاابببلا ةالبباتت تت توت اااااةلببللاابببلا وتوتو مرحبا مليون دولار أمريكي مرحبا مليون دولار أمريكي مرحبا مليون دولار أمريكي مرحبا مليون دولار أمريكي مرحبا مليون دولار أمريكي مرحبا مليون دولار أمريكي مرحبا
تتتتااااا مرحبا مليون دولار أمريكي مرحبا مليون دولار أمريكي مرحبا